# 保罗·罗伯托·法尔考
保罗·罗伯托·法尔考（Paulo Roberto Falcão，1953年10月16日—），巴西足球運動員，巴西國家足球隊成員。他是國際體育俱樂部和羅馬隊史最傑出的球員之一。1980年代初期在羅馬的傑出表現，讓他獲得羅馬之王的暱稱，退休後以外籍球員身分相繼入選羅馬隊史名人堂（2012）和義大利足球名人堂（2016）；並因在國家隊的表現而入選巴西足球名人堂；2004年獲球王比利評選進入FIFA100，在日本傳媒中亦被評為巴西黃金四人之一。他兼具技術、體格和高球商，踢球優雅而富團隊精神，作為一個攻守俱佳的中場核心，也能在側翼發揮。

## 俱乐部生涯
法爾考在巴西知名球隊國際體育俱樂部出道，數年間逐漸成長，在三次獲得巴西甲級聯賽冠軍（1975、1976、1979）後轉戰義大利球隊羅馬。
在羅馬的前四年是他職業生涯的最高峰，重大賽事中共計贏得兩次義大利盃（1980-81、1983-84）、一次義甲（1982-83）、一次歐洲冠軍聯賽（1983-84）的亞軍；他在羅馬的最後一個球季，則因為膝傷而沒有表現，隨後認為自己沒能被良好治療，和隊醫爭執後私下前往美國紐約接受手術，球隊高層隨即中止和法爾考的合約。法爾考隨後返回巴西，在聖保羅隨隊獲得一些小型盃賽的冠軍後退休。

## 巴西國家足球隊
法爾考是在70年代末期逐漸嶄露頭角後開始入選巴西國家隊，合計出戰過三次大賽：1979美洲杯、1982世界盃、1986世界盃。1978年世界盃他進入最後40人名單但最後令人意外的落選；1979年美洲杯作為主力打進四強；1982年世界盃作為主力在十二強複賽2:3惜敗最後獲得冠軍的義大利；1986年僅作為板凳球員在小組賽上場，在球隊於八強PK敗給法國後宣布告別球場。由於出頭稍晚且退休稍早，法爾考在國家隊僅有28場出賽，進6球的成績。

### 1982世界盃
1982年的巴西隊號稱是掌握藝術足球精髓的知名球隊，隊中有高達四名FIFA100成員（法爾考、蘇格拉底、奇哥、儒尼奧爾）坐鎮，主要的特色是節奏明快的球權轉移和進攻，兼具高破壞力和觀賞性。上屆已是季軍的巴西隊，此次陣容更為提升，賽前被看作是奪冠極大熱門。他們在第一輪小組賽毫無意外的三場連勝挺進複賽後，和另外兩支同樣坐擁多名球星的強隊來爭奪僅有的一個四強名額：衛冕冠軍阿根廷（陣中有三名FIFA100成員：帕薩雷拉、肯佩斯、馬拉度納）及上屆的殿軍義大利（陣中有四名FIFA100成員：佐夫、羅西、貝爾高米、和此次大賽沒有上場的巴雷西），這是世界盃史上公認最嚴峻的死亡之組之一。而在巴西和義大利分別以3：1和2：1擊敗阿根廷後，兩隊最後的對決形同四強名額決定戰，而在巴西隊只要守和就能挺進四強的這場比賽中，他們卻是意外的2：3敗給了先前表現普通的義大利：前面四場比賽一球未進而備受質疑的羅西在這場比賽硬是踢出了帽子戲法來回應，雖然蘇格拉底和法爾考分別在羅西前兩次破門後射進精彩的追平球（第一球是由蘇格拉底和奇哥以一段精妙的小組配合甩掉四名防守球員，最後由殺到門前的蘇格拉底把球從佐夫腳邊的空隙中踢進球門；第二球則是法爾考在接到了儒尼奧爾的傳球後，抓準兩名義大利球員換防時的極小空檔毫不遲疑的從禁區弧頂把球轟進。），但74分鐘羅西在一波角球攻勢中趁亂點進關鍵的超前分為義大利帶走勝利和四強門票，名將如雲的巴西隊則只能黯然接受被淘汰的事實。最後法爾考雖然因為賽事中的精彩表現獲選進入明星隊且在最有價值球員的票選中獲得第二（輸給羅西），但此場比賽給他帶來不小的心理陰影，據說他一度因此想要退休。

### 1986世界盃
此時的法爾考狀態已不在巔峰，而這次的入選主要是因為名氣而非當下的狀態，最後僅在兩場小組賽替補出賽，而巴西隊最後在八強的PK戰中因蘇格拉底沒有罰進而輸給法國隊，隨後法爾考宣布退休。巧合的是，上屆的死敵羅西，這屆賽前也面臨了表現的大幅滑落，同樣僅是被當作替補球員而獲選進入義大利隊的名單，最後沒有出場機會，賽後和法爾考不約而同的告別國際賽場。

### 國家隊生涯統計[2]
| 巴西國家足球隊 | 巴西國家足球隊 | 巴西國家足球隊 |
| 年             | 出場           | 入球           |
| -------------- | -------------- | -------------- |
| 1976           | 5              | 1              |
| 1977           | 4              | 0              |
| 1978           | 0              | 0              |
| 1979           | 5              | 1              |
| 1980           | 0              | 0              |
| 1981           | 0              | 0              |
| 1982           | 7              | 4              |
| 1983           | 0              | 0              |
| 1984           | 0              | 0              |
| 1985           | 0              | 0              |
| 1986           | 7              | 0              |
| 總和           | 28             | 6              |

## 榮譽

### 俱樂部榮譽
國際體育會
- 巴西足球甲級聯賽冠軍：1975年，1976年，1979年

羅馬體育俱樂部
- 義大利足球甲級聯賽冠軍：1982/83年
- 義大利盃冠軍：1980/81年，1983/84年
- 歐洲冠軍盃亞軍：1983/84年

### 個人榮譽
- 1982年世界盃銀球奬
- 1982年法國《11人》體育雜誌銅球奬
- 1983年法國《11人》體育雜誌銀球奬
- 1999年被《世界足球雜誌》評選為20世紀最偉大的100名足球運動員之一
- 2004年國際足球總會成立100周年入選在世的最偉大的125名足球員名單
- 2019年獲金足傳奇奬